# Велика кнежевина Финска
Велика кнежевина Финска (рус. Великое княжество Финляндское; фин. Suomen suuriruhtinaskunta; швед. Storfurstendömet Finland) била је територија у саставу Руске Империје у периоду од 1809. до 1917. године, која је заузимала површину данашње Финске Републике и дијела Старе Финске. Кнежевина је имала унутрашњу и спољашњу аутономију, која је била толико широка, да се граничила са личном унијом, иако унија законски није постојала.
Од 1809. до 1812. године пријестоница кнежевине је био град Турку на југозападу земље, а затим је премештена у Хелсинки. У земљи је коришћен грегоријански календар па су документи који су израђени у Санкт Петербургу а били везани за Финску, имали два датума.